# 卡迪永
卡迪永（法語：Cadillon，法語發音：[kadijɔ̃]）是法国大西洋比利牛斯省的一个市镇，属于波城区。

## 地理
卡迪永（43°31'37"N, 0°9'27"W）面积5.37 平方千米，位于法国新阿基坦大区大西洋比利牛斯省，该省份为法国东南部省份，涵盖了贝阿恩与北巴斯克，西临大西洋比斯開灣，北至朗德省，东北接热尔省，东临上比利牛斯省，南与西班牙接壤。
与卡迪永接壤的市镇（或旧市镇、城区）包括：阿里科-博尔德、欧里永-伊代尔讷、孔谢德贝阿尔恩、蒙迪斯、圣让普季、维亚莱。

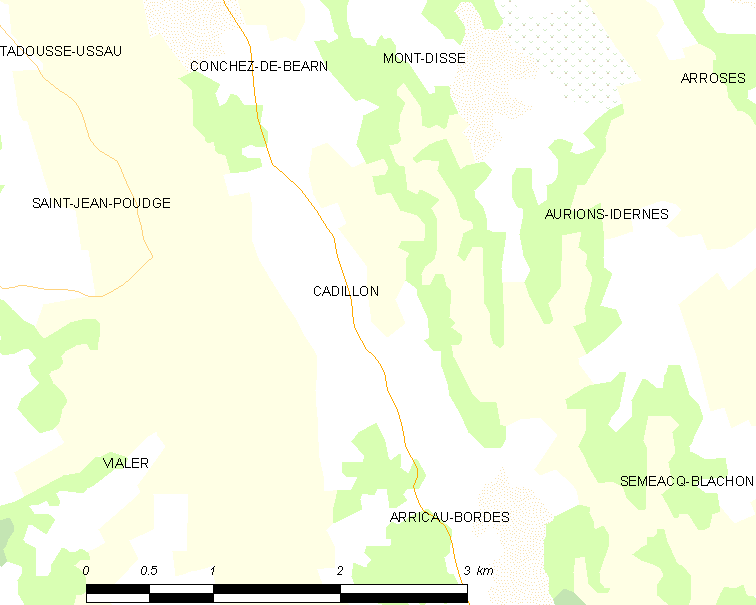
卡迪永的OSM定位图

卡迪永的时区为UTC+01:00、UTC+02:00（夏令时）。

## 行政
卡迪永的邮政编码为64330，INSEE市镇编码为64159。

## 政治
卡迪永所属的省级选区为吕伊河土地和维克比伊山坡县。

## 人口

1962-2008年间卡迪永人口变化图示

卡迪永于2022年1月1日时的人口数量为103人。